# Demmerkogel
Der Demmerkogel (früher auch Demmelkogel, Tammelkogel oder Höchkogel genannt) ist mit 671 m ü. A. die höchste Erhebung des Sausal, einer Hügellandschaft in der südwestlichen Steiermark. Nachdem die alte Warte einem Brande zum Opfer gefallen war, steht seit Oktober 2023 nun wieder eine Aussichtswarte auf seinem Gipfel.

## Geografie
Der Demmerkogel liegt in der Weinbaugemeinde Sankt Andrä-Höch im Bezirk Leibnitz. Er erhebt sich östlich der Ortschaft Höch. Hier befindet sich auch der Sausaler Wein- und Kulturkeller (SWK). Die Schmetterlingswiese an der Südwestflanke des Berges ist als Naturschutzgebiet ausgewiesen.

## Aussichtswarte

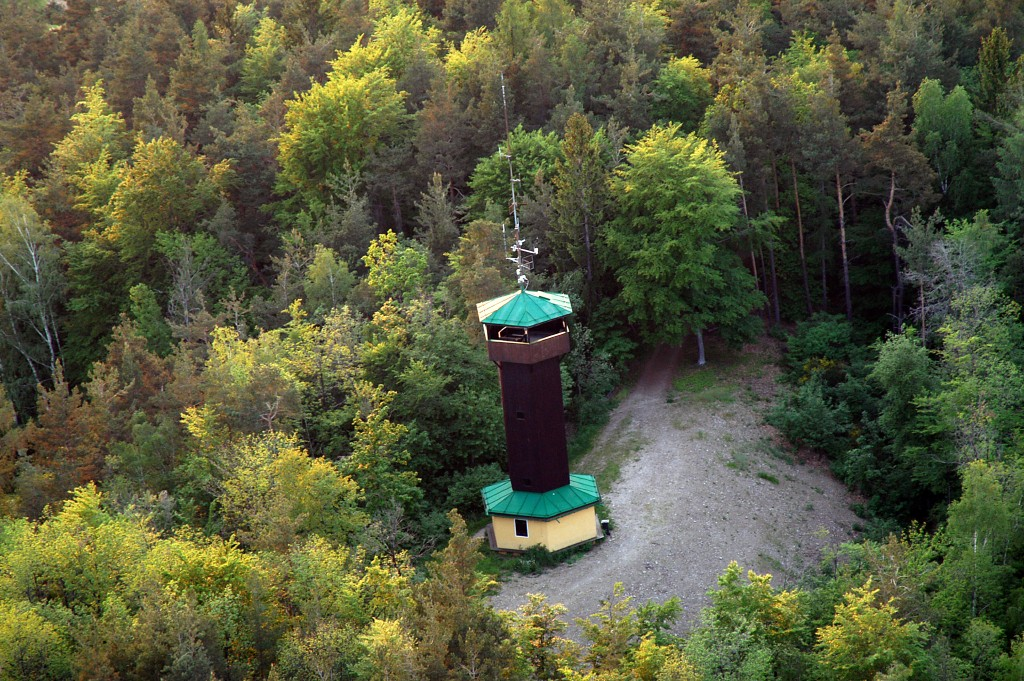
Ansicht der ehemaligen Aussichtswarte am Demmerkogel (2004)

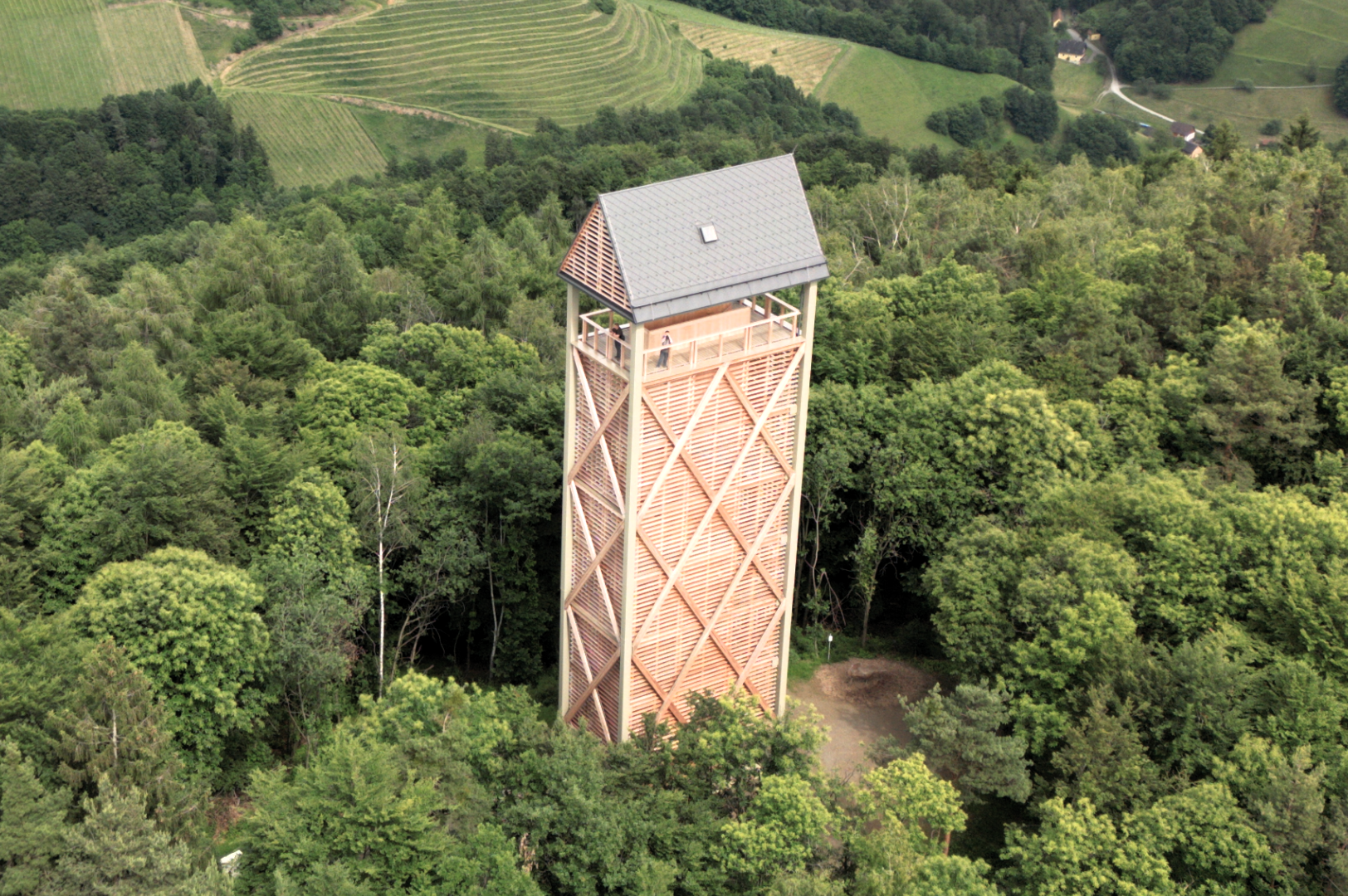
Ansicht der neuen Aussichtswarte am Demmerkogel (2024)

Bereits Ende des 19. Jahrhunderts stand hier eine erste Warte, die jedoch durch Blitzschlag zerstört wurde. Eine zweite, 1926 eröffnete Warte wurde wegen Baufälligkeit 1974 abgetragen.
Der dritte Turm auf dem Gipfel und wurde 1975/76 als Holzturm auf gemauertem Sockelgeschoß errichtet. Von der Aussichtswarte konnte man über weite Teile der Südsteiermark und an klaren Tagen sogar bis nach Slowenien blicken.
Die Warte fiel am 27. Oktober 2019 in den frühen Morgenstunden einem Brand zum Opfer. Die Sendeanlage für die Feuerwehren wurde durch den Brand zerstört.
Die Gemeinde St. Andrä-Höch errichtet die Warte neu, am 15. Oktober 2023 wurde sie feierlich eröffnet. Die überdachte Aussichtsplattform auf 23,8 m Höhe ist über 140 Stufen zu erreichen. Dieser historisch vierte Turm aus Holzfachwerk Horst am Demmerkogel integriert Nisthöhlen für Vögel. In der Nähe stehen 4 Tierfiguren, die von Kindern zu beklettern sind und Wissenswertes vermitteln.

## Klapotetz

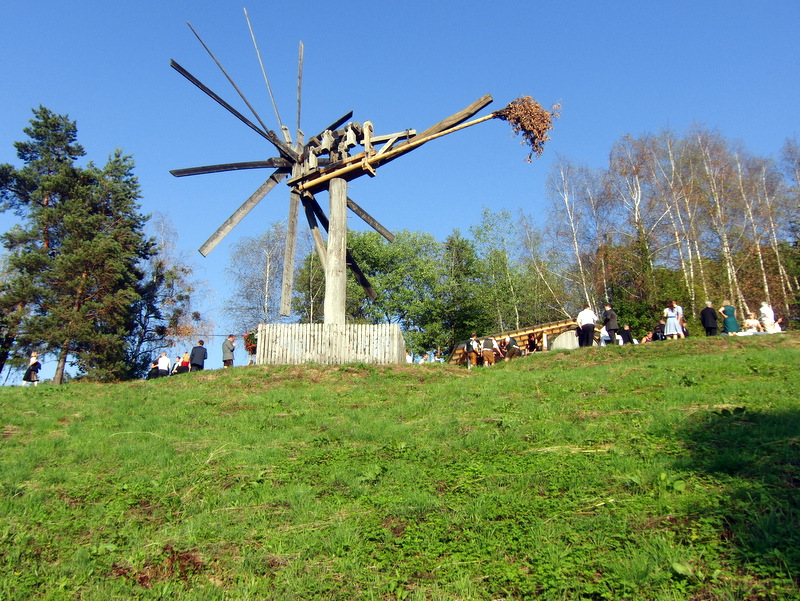
Klapotetz am Demmerkogel (2013)

Am Demmerkogel steht ein Klapotetz, der mit 16 Meter Höhe bis 2010 als der größte der Welt galt.